# Club de Remo Teutonia
El Club de Remo Teutonia, también conocido como Ruderverein Teutonia (ya que Ruderverein en alemán significa "club de remo") es un club privado con fines deportivos situado en la ciudad de Tigre en la Provincia de Buenos Aires a unos 30 km de la ciudad de Buenos Aires, Argentina.

## Ubicación del club
El club está ubicado sobre la vera del Río Luján en un lugar privilegiado de la Primera Sección del Delta del Paraná. 
Posee rápidos accesos desde la Ruta Panamericana (Ramal Escobar desde Garín) por la Ruta 27, ya sea desde Benavídez o Tigre y rodeado de varios complejos habitacionales como Nordelta, San Isidro Labrador, Villanueva, el Club de Remo Teutonia ha construido su nueva Sede en un predio de 9 hectáreas en un entorno natural del Delta del Río Paraná.

## Historia
El Club de Remo Teutonia fue fundado el 14 de mayo de 1890 por un grupo de alemanes, socios del Buenos Aires Rowing Club, siendo el cuarto más antiguo de los clubes de remo de la Argentina y el más antiguo de los clubes de la colectividad argentino-alemana.
La historia de este centenario club, principal club deportivo argentino-germano, comienza a mediados del año 1890, cuando socios de origen alemán del Buenos Aires Rowing Club deciden fundar su propio club de remo de colectividad. 
La primera sede se erigió en la esquinas de los Ríos Tigre y Luján, en donde en el año 1932 se construyó en su época de esplendor en el edificio, hoy sede de la Prefectura Naval Argentina. 
Para poder abarcar una práctica de deportes más variada e integrar a toda la familia, se decidió en el año 1976 vender el edificio social y la Isla Atlantis sobre el Río Sarmiento y trasladar la sede a su ubicación actual en Villa La Ñata.
Si bien el remo de competición y esparcimiento fueron y son los motores de la existencia del Club de Remo Teutonia, (entidad que en su historia es la tercera más exitosa del país en logros nacionales e internacionales), los socios tienen en su actual sede la posibilidad de agregar al remo la práctica de otros deportes.
Deportivamente el Club de Remo Teutonia ha alcanzado en sus últimos años los más notorios éxitos a nivel nacional e internacional. Todos estos éxitos se basan en el trabajo del semillero del Club generado por su Escuela de Remo de 100 integrantes, que inicia a todos los entusiastas del remo.
La primera sede social se construyó en la esquina de los ríos Tigre y Luján, un amplio galpón de botes con vestuarios. 
En el año 1902 agregaron una construcción de madera, típica de la zona del Tigre. 
En el año 1932 fue reemplazada por un edificio palaciego, donde hoy tiene su sede la Prefectura Naval Argentina, de la zona del Delta del Paraná.
En la actualidad el Club de Remo Teutonia posee figuras del remo con alta fama en el mundo de dicho deporte, como ser Ariel Suárez, quien obtuvo un 4º puesto en los Juegos Olímpicos de Londres 2012, y un numeroso medallero de primeros, segundos, y terceros puestos en mundiales de remo y Juegos Panamericanos entre otros. Además cuenta con Francisco Esteras, quien también cuenta con un muy completo medallero en las competiciones previamente mencionadas. Otros grandes remeros (activos y retirados) de ese club son: Oriana Ruiz, Diego López, Diego Naneder, etc.

### Lista de presidentes del club
La lista completa de los presidentes del club en toda la historia es:
1. 1890 – 1891 Jakob Kade
2. 1892 Julius Hosmann
3. 1893 Albert Eybächer
4. 1894 Wilhelm van Houten
5. 1895 J. W. Heinlein
6. 1896 H. Von Freeden
7. 1896 – 1897 Juan Messtorff
8. 1897 – 1898 Adolf Lutz
9. 1898 – 1899 Edmund Hermann
10. 1899 Gustav Diedrichs
11. 1900 – 1901 Ernst Ballauf
12. 1902 – 1902 Thomas Spott
13. 1902 Ludwig Darmstädter
14. 1903 Ernst Ballauf
15. 1904 Heinrich Flügel
16. 1905 – 1906 Wilhelm Leitzen
17. 1907 Friedrich Kozel
18. 1908 – 1909 Adolf Lutz
19. 1910 – 1911 Ernst Ballauf
20. 1912 – 1915 Reinhard Petersen
21. 1916 – 1918 Otto Vilmar
22. 1919 Carl Springer
23. 1920 – 1922 Franz Dietrich
24. 1923 – 1926 Friedrich Diehl
25. 1927 – 1932 Georg Scharf
26. 1933 W. Krankenhagen
27. 1933 Karl Bittermann
28. 1934 – 1936 Georg Scharf
29. 1937 – 1938 Otto von Egen
30. # 1939 – 1945 Paul Klemme
31. 1945 – 1948 Guillermo W. Seifert
32. 1948 – 1951 G. Rodolfo Thölke
33. 1951 – 1959 Guillermo Wirth
34. 1959 – 1963 Carlos A. Wendt
35. 1963 – 1969 Rodolfo Lehmacher
36. 1969 – 1972 Gerardo Ötken
37. 1972 – 1978 Ricardo Mingramm
38. 1978 – 1984 Alfredo Hösel
39. 1984 – 1987 Arturo Eppenstein
40. 1987 – 1990 Ricardo Mingramm
41. 1990 – 1993 Rodolfo Hepe
42. 1993 – 1999 Ricardo Mingramm
43. 1999 – 2002 Klaus Meierhold
44. 2002 – 2005 Roberto G. Speiser
45. 2005 – 2008 Klaus Meierhold
46. 2008 - 2014  Heriberto Korch
47. 2014 - ACTUAL Roberto G. Speiser

## Infraestructura
- Salon para actividades recreativas

### Infraestructura deportiva
- Piscina
- Canchas de tenis de polvo de ladrillo

## Deportes practicados en el club
- Fútbol
- Natación
- Remo
- Tenis
- Vóley